# Cerdistus setifemoratus
Cerdistus setifemoratus là một loài ruồi trong họ Asilidae. Cerdistus setifemoratus được Macquart miêu tả năm 1855. Loài này phân bố ở miền Australasia.